# Палац дитинства і юності (Севастополь)
Палац дитинства і юності — палац у Ленінському районі Севастополя на Приморському бульварі.

## Архітектура
Споруджено в стилі неокласицизму, з архітектурними деталями в дусі модерну. П-подібна у плані об'ємно-просторова композиція будівлі відрізняється симетричністю побудови фасадів. Головний фасад оформлений різолітом з величезними колонами коринфського ордера, встановленими на гранітних п'єдесталах. З боку моря два триповерхових обсяги утворюють курдонер з басейном.
Від набережної він відділений ротондою з колонами коринфського ордера.
Портик коринфського ордера на високому п‘єдесталі у всю висоту будівлі з білого інкерманського каменю як і раніше зустрічає відвідувачів біля головного входу на вершині гранітного сходового маршу там де зливаються набережна Приморського бульвару і проспект Нахімова — це будівля колишнього інституту фізичних методів лікування.
Будівля являє собою складну конструкцію з‘єднаних між собою об‘ємів, висота яких варіюється від трьох до чотирьох поверхів (перший з боку міста — цокольний), а геометричний план — від квадратних до напівкруглих (ротонди в східній і північній частині).
Зовнішні фасади севастопольського Палацу дитинства і юності оформлені чергуванням прямокутних та арочних об‘ємів вікон в обрамленні ажурних наличників з вінчальними розетками й рокайлами,[що?] а так само дзеркалами у філеночниє[що?] оточенні та візерунчастими карнизами. Основні компоненти обсягів відтінені пілястрами з ліпним завершенням. Несиметричність бічних крил будинку підкреслено колонадою з редкопоставленнимі[що?] здвоєними колонами доричного ордера в північній частині.
Напівкругла ротонда колон коринфського ордера, що вінчає будівлю з боку Севастопольської бухти, візуально охороняє внутрішній відкритий дворик з басейном між двома симетричними трирівневими крилами основного периметра будівлі Палацу дитинства і юності, різноплановий силует яких підкреслено простими квадратними колонами на першому з них, круглими — на другому та ажуром кручений решітки балконів — на третьому.
Західну (з боку затоки) вертикаль центру споруди становить полуциркульне[що?] вікно заввишки у два поверхи, підперезане в зовнішньої сторони балконом за кованою огорожею.
Раніше зеленим шлейфом білої перлини служив французький парк з чашею фонтану перед головним входом, а його бічні крила перебували під надійним захистом статуй Афродіти в кручених обіймах паркової огорожі.

## Історія
Почалося життя одної з найпрекрасніших будівель Севастополя з вирішення банального запитання про наповнення міської скарбниці після закриття торговельного порту (1891 рік), коли на одному із засідань міської ради було винесено пропозицію про створення оздоровниці для залучення туристів.
Здорова думка була взята до відома, але її втілення в реальність запізнювалося знову ж таки через прозаїчного браку коштів на будівництво. Тому свої двері Інститут фізичних методів лікування відчинив на Приморському бульварі лише в 1914 році. Своїм створенням будівля зобов‘язана севастопольському міському архітекторові Олександру Михайловичу Вейзену, проєкт якого переробив його приймач на цій посаді В. А. Чистов.
Першим директором установи став один з основоположників української фізіотерапії Олександр Юхимович Щербак (1863—1934), що на його базі застосовував і винаходив нові методи лікування пацієнтів за допомогою щедрих дарів природи — сонячних променів, цілющого повітря і морської води, створивши перший у світі науково-дослідний інститут подібного профілю. Тут щодня проводилися сотні процедур: масаж і ванни, солярій і лазні, інгаляції та фізкультура допомогли знайти фізичне і духовне здоров‘я тисячам пацієнтів.
У 1921 році інститут отримав на додаток до своєї назви ім‘я видатного вченого-фізіолога Івана Михайловича Сєченова (1829—1905), що стояв біля джерел зародження її як самостійного напрямку медицини.
З затиханням гуркотів Перших визвольних змагань, в ході якої Інституту фізичних методів лікування довелося взяти на себе обов‘язки з надання медичної допомоги пораненим, тут знову запанував дух зцілення за допомогою фізіотерапевтичного впливу — так вже через півтора десятиліття після свого створення він налічував шістнадцять підрозділів наукового і практичного напряму з санаторієм на двісті п‘ятдесят місць.
З вихорів Другої світової будівля інституту, який носив статус Державного центрального науково-дослідного з початку 30-х років XX сторіччя, вийшла в руїнах, в той час, як цінні наукові кадри перебували в евакуації. Результатом же стала неможливість повернення інституту в рідні пенати — його новим притулком стала Ялта.
Напівзруйновану будівлю в центрі Севастополя вирішено було реставрувати (проєкт А. В. Бобкова та А. Л. Шиффера) в 1967 році й віддати для потреб міського Палацу піонерів (тим більше, що це і справді палац) — роль, яку він виконує і понині правда вже під ім‘ям Палацу дитинства і юності, яке він отримав після здобуття Україною незалежності.
Нині в його просторих класах здобувають додаткову освіту більш як три з половиною тисячі дітей у сфері науки, культури, техніки та спорту. Досягнення ж Палацу дитинства і юності Севастополя були відзначені на державному рівні присвоєнням статусу базового позашкільного закладу у 1998 році.